# Siedziba Francuskiej Partii Komunistycznej w Paryżu
Siedziba Francuskiej Partii Komunistycznej jest kompleksem w skład którego wchodzi biurowiec i podziemna sala zebrań. Znajduje się w Paryżu, przy Place du Colonel-Fabien w 19 dzielnicy.
Budynek został zaprojektowany w roku 1965 przez słynnego brazylijskiego architekta Oscara Niemeyera, a w roku 1971 zakończyła się budowa jego głównej części, biurowca. Część podziemna, której najważniejszą częścią jest sala zebrań została oddana do użytku w latach 1979–80. Zastosowana futurystyczna forma architektoniczna budynku, a także biała kopuła nad salą zebrań są typowymi cechami dla Oscara Niemeyera. Fasadę zaprojektował Jean Prouvé, który był także głównym inżynierem budynku. 26 kwietnia 2007 roku obiekt został uznany za zabytek.